# Chrysis provancheri
Espèce
Synonymes
- Chrysis aurichalcea Provancher, 1881

Chrysis provancheri est une espèce d'hyménoptères de la famille des Chrysididae.

## Référence
- (de) Schulz, 1906 : Spolia hymenopterologica. Paderborn. p. 1-355.
- (fr) Provancher, 1881 : Fam. IX des Chrysides. Chrysididae. Faune Canadienne. Les Insectes Hymènoptéres, vol. 12, p. 300-304.